# Nicholas Rogers (aktor)
Nicholas Rogers (ur. 6 marca 1969 w Sydney) – australijski aktor i model, występujący we włoskich filmach telewizyjnych.

## Życiorys

### Wczesne lata
Urodził się i dorastał wraz ze swoimi dwoma braćmi Steve’em i Timem w okolicy Sydney. Jego ojciec pragnął, by ukończył szkołę i podjął pracę dla jego przedsiębiorstwa, ale Nicholas był młodym buntownikiem i spędzał swój czas raczej na plaży niż w szkole. Mając dziesięć lat uciekł z domu. W 1986, w wieku siedemnastu lat ukończył szkołę.

### Kariera
W 1989 mając dwadzieścia lat rozpoczął pracę jako model dla jednej z amerykańskich agencji. Uczestniczył w kampanii reklamowej Lagerfelda i Ray-Ban w Chiemsee. Przez dwa lata reklamował dżinsy, zanim jego agent zapoznał go z włoskim reżyserem Lamberto Bavą, który zaangażował go do roli czarnoksiężnika Tarabasa we włoskiej baśni telewizyjnej Fantaghiro (1993-1994) u boku Ursuli Andress, Kima Rossi Stuarta i Brigitte Nielsen oraz telefilmie fantasy Księżniczka i żebrak (La Principessa e il povero, 1997) z Thomasem Kretschmannem i Maxem von Sydow.
W 1998 otrzymał niemiecką nagrodę „Pop Rocky Award” dla jednego z trzech najlepszych aktorów. Potem wystąpił w muzycznej komedii romantycznej Laura non c'è (1998), serialu Szpiedzy i piraci (Caraibi, 1999) u boku Mario Adorfa i Paolo Seganti, telefilmie biblijnym Maryja – córka swojego syna (Maria, figlia del suo figlio, 2000) jako Jezus i krótkometrażowym filmie sensacyjnym Na ostrzu noża (The Razor's Edge, 2005).

## Życie prywatne
Nicholas Rogers jest żonaty i ma syna (ur. 2007).

## Filmografia

### Filmy
- 1998: Laura non c'è jako Lorenzo

### Filmy TV
- 1993: Klątwa czarnoksiężnika (Fantaghirò 3) jako Tarabas
- 1994: Fantaghiro 4 (Fantaghirò 4) jako Tarabas
- 1997: Księżniczka i żebrak (La Principessa e il povero) jako Ademaro
- 2000: Maryja – córka swojego syna (Maria, figlia del suo figlio) jako Jezus

### Seriale TV
- 1999: Szpiedzy i piraci (Caraibi) jako Ferrante 'Malasorte' Albrizzi

### Filmy krótkometrażowe
- 2005: The Razor's Edge jako Bezimienny